# Стари сват
Посебно место у породичним односима, поред кума, заузима још једна особа, која може бити у крвном сродству са породицом – старојко или стари сват, како се још зове. Поред кумова, старојко је сведок на црквеном венчању, али и грађанском. Ова значајна фигура на традиционалним српским венчањима најчешће је најстарији неожењени члан из младожењине породице. Улога може да се разликују у зависности од прецизне географске локације: негде се он бира само као омаж старим обичајима, а негде он заиста има значајну улогу, у рангу домаћина свим званицама.

## Улога и обичаји
Старојко се сматра другим кумом, односно сведоком венчања, па он присуствује и градском венчању. Раније је он увек био младожењин ујак, а уколико је случај да младожењина мајка није имала рођеног брата, онда би улога старог свата била додељена њеном брату од тетке, од стрица или од ујака. У случајевима да младожења није имао ниједног ујака, за старог свата би се узимао његов теча. У неким крајевима, старојко може да буде и младин ујак, стриц или теча.
Улога старог свата на венчању је веома разноврсна. Његово главно задужење јесте да тог дана све протекне како треба, те да расположење гостију буде на задовољавајућем нивоу. У неким крајевима наше земље, стари сват је, по томе што је кићен другачије од осталих званица, био разликован од осталих сватова. Он седи за младеначким столом. У другим срединама је његова главна улога да буде забављач гостију, а његова здравица за младенце уследила би непосредно након кумове, такође се он и други позива на свадбу. 
Улога је интересантна, јер она на први поглед спаја неспојиво – особу која треба да руководи свадбом и забављача. Данас је његова улога слична улози кума, али се може рећи да се значај ове улоге, нарочито у градским срединама, умањио, јер сада његову улогу врше најбољи пријатељи младе или младожење. Ова улога другог сведока, се и данас поштује у сеоским срединама.
Треба напоменути, да би старојко требало млади да купи вео, рукавице, ципеле и бурму за венчање.

## Девер и деверски
Старојко, по традицији, са собом поред жене и родитеља, ако их има, води девера и деверског, а то су углавном његова деца, која преко рамена носе ћебе или платно везано машном, које им ставља млада, преко рамена и представљају такође битне госте. Девер је дечак или момак, који може бити и са младожењине стране, он изводи младу из куће и обува јој ципеле. Ова улога на свадби се и данас јавља. Деверски је старојкова ћерка или нека друга неудата девојка, а може бити и нека девојчица. За деверског се узимају сестре, другарице, рођаке, најбоље пријатељице. Њихова улога је да праве друштво млади, а негде и да је изведу из куће, а могу и да буду задужене за кићење гостију. Ова улога се веома ретко практикује, па је самим тим и изгубила доста на значају. 